# Hidroxid de argint
Hidroxidul de argint este o bază alcătuită dintr-o grupare hidroxil și un atom de argint. Formula sa chimică este AgOH. Acesta este alb și se descompune chiar in mediul în care se obține în oxid de argint (I) (Ag2O), un precipitat brun-negru, și apa.